# Dark Horse Comics
Dark Horse Comics este o editură americană de benzi desenate, romane grafice și manga fondată în 1986 de Mike Richardson în Milwaukie, Oregon. Compania a fost creată cu fonduri câștigate din lanțul lui Richardson în Portland, Oregon, magazine de benzi cunsocute sub numele de Pegasus Books și fondată în 1980.
Dark Horse Comics a devenit a patra cea mai mare companie de editură de benzi desenate din Statele Unite ale Americii. Împărțind profiturile cu artiștii și scriitorii, precum și susținând drepturile artistice și creative în industria benzilor desenate, Dark Horse Comics a devenit un puternic susținător al publicării de materiale licențiate care adesea nu se încadrează în mass-media mainstream. Mai multe titluri includ: Sin City, Hellboy, Buffy, spaima vampirilor, 300, Ninja Gaiden și Războiul Stelelor.
În decembrie 2021, compania suedeză de jocuri video Embracer Group și-a lansat achiziția de Dark Horse Media, compania părinte a Dark Horse Comics, și a finalizat achiziția în martie 2022.

## Istorie
Editura a debutat cu Dark Horse Presents, o serie antologică editată din iulie 1986 până în septembrie 2000 (157 de numere). Aceasta a apărut ca parte a unui curent numit "explozia alb și negru" (majoritatea materialului fiind publicat în alb și negru), care punea în prim-plan creatorii independenți. Printre primii autori popularizați astfel de Dark Horse au fost James Dean Smith și Steve Mattson, cu Boris the Bear, o comedie neagră despre un urs antropomorfic violent, și Paul Chadwick, a cărui bandă desenată, Concrete, a vândut în jur la 60.000 de copii în prima ediție și a câștigat numeroase premii de-a lungul timpului. Printre cele mai populare benzi desenate care și-au făcut debutul în antologia Dark Horse Presents sunt The Mask (concept de Mike Richardson) și Sin City (de Frank Miller).
Chiar dacă la început Dark Horse Comics a servit drept platformă de lansare pentru creatorii independenți, compania a ajuns renumită datorită materialului licențiat. Dark Horse Comics a cumpărat drepturile de autor pentru a realiza benzi desenate pe baza francizelor Aliens, Army of Darkness (înainte ca Dynamite Entertainment să primească licența), Indiana Jones, Predator, Predators, RoboCop, Star Wars, The Terminator, Timecop, Buffy the Vampire Slayer (și produsul derivat, Angel), Planet of the Apes sau Let Me In.
Cu timpul compania s-a extins în alte ramuri de divertisment precum filmele (Dark Horse Entertainment, fondată în 1992) și jucăriile (Dark Horse Deluxe, fondată în 1998).

## Tipăriri și studiouri
- Comics' Greatest World/Dark Horse Presents (1993–1996)
- Legend (1994–1998)
- Dark Horse Manga
- Maverick (1999–2002)
- DH Press
- M Press
- Dark Horse Digital
- Dark Horse Deluxe
- Kitchen Sink Books
- Berger Books
- Dark Horse Games
- Secret Stash Press (2022–prezent)
- Flux House
- Dogu Publishing (2022–prezent)
- Albatross Funnybooks (2022–prezent)
- Tiny Onion Studios (2022–prezent)
- Millarworld (2023–prezent)

## Dark Horse Entertainment
Dark Horse Entertainment este brațul de producție al Dark Horse Media înființat în 1992 care se ocupă cu filme și seriale bazate pe benzi desenate publicate de Dark Horse Comics.
În 2015, compania a semnat o înțelegere first-look cu Universal Content Productions, iar în 2017 înțelegerea a fost reînnoită.
În 2018, Dark Horse Entertainment a bătut palma cu firma chineză Vanguard Visionary Associates pentru a-și finanța propriile proiecte și pentru a putea realiza proiecte și în China.
În 2019, compania a intrat într-un parteneriat cu Netflix, care a fost reînnoit în 2022.

### Seriale
Următoarele seriale sunt bazate pe benzile desenate publicate de Dark Horse:
- Duckman (1994–1997, serial de animație)
- Masca (1995–1997, serial de animație)
- Polițist prin timp (1997–1998)
- Big Guy and Rusty the Boy Robot (1999–2001, serial de animație)
- Mendoza, câinele grăsan (2000–2001, serial de animație)
- The B.P.R.D. Declassified (2004, special)
- The Amazing Screw-On Head (2006, pilot de animație)
- Axe Cop (2013–2015, serial de animație)
- Dark Matter (2015–2017)
- The Umbrella Academy (2019–2024)
- Fetița Rachetă (2019–2020, serial de animație)
- Rezident extraterestru (2021–prezent)
- Iepurele samurai: Cronicile lui Usagi (2022, serial de animație)
- Iyanu (2025, serial de animație)[16][17][18]
- Fear Agent (VFA)[19]
- Grendel (VFA)[20][21]
- Hungry Ghosts (VFA, serial de animație)[22]
- Lady Danger (VFA, serial de animație)[23]
- Mind MGMT (VFA)[14]
- Minor Threats (VFA)[24]
- She Could Fly (VFA)[25]
- Sin City (VFA)[26]
- Wyrd (TBA)[27]

### Filme
Următoarele filme sunt bazate pe benzile desenate publicate de Dark Horse:
- Masca (1994)
- Răfuială dincolo de moarte (1994)
- Stăpânii apei (1995)
- Enemy (1996)
- Barb Wire (1996)
- Supereroii amatori (1999)
- Virus (1999)
- Agenții din iad (2000)
- Splendoare americană (2003)
- Timecop 2 - Atentat la Fuhrer (2003)
- Alien vs. Predator (2004)
- Hellboy (2004)
- Sin City (2005)
- Urmașul Măștii (2005)
- Hellboy: Sword of Storms (2006, animație, televizat)
- 300 (2007)
- Hellboy: Blood and Iron (2007, animație, televizat)
- Aliens vs. Predator: Requiem (2007)
- Hellboy și Armata de Aur (2008)
- R.I.P.D. Copoi pentru strigoi (2013)
- Sin City: Am ucis pentru ea (2014)
- 300 - Ascensiunea unui imperiu (2014)
- Polar (2019)
- Hellboy (2019)
- Iepurele-Găină și Hamsterul Întunericului (2022, animație)
- R.I.P.D. 2: Rise of the Damned (2022, direct-pe-video)[29]
- Hellboy: The Crooked Man (2024)[30]
- Continuare fără nume la Iepurele-Găină și Hamsterul Întunericului (2025, animație)[31]
- Bang! (VFA)[14]
- Dept. H (VFA)[32]
- Emily the Strange (VFA, animație)[33]
- Lady Killer (VFA)[34]
- Mystery Girl (VFA)[35]
- Tank Girl (VFA)[36]
- The Black Kaiser (VFA)[37][38]
- The Goon (VFA, animație)